# Internat Solling

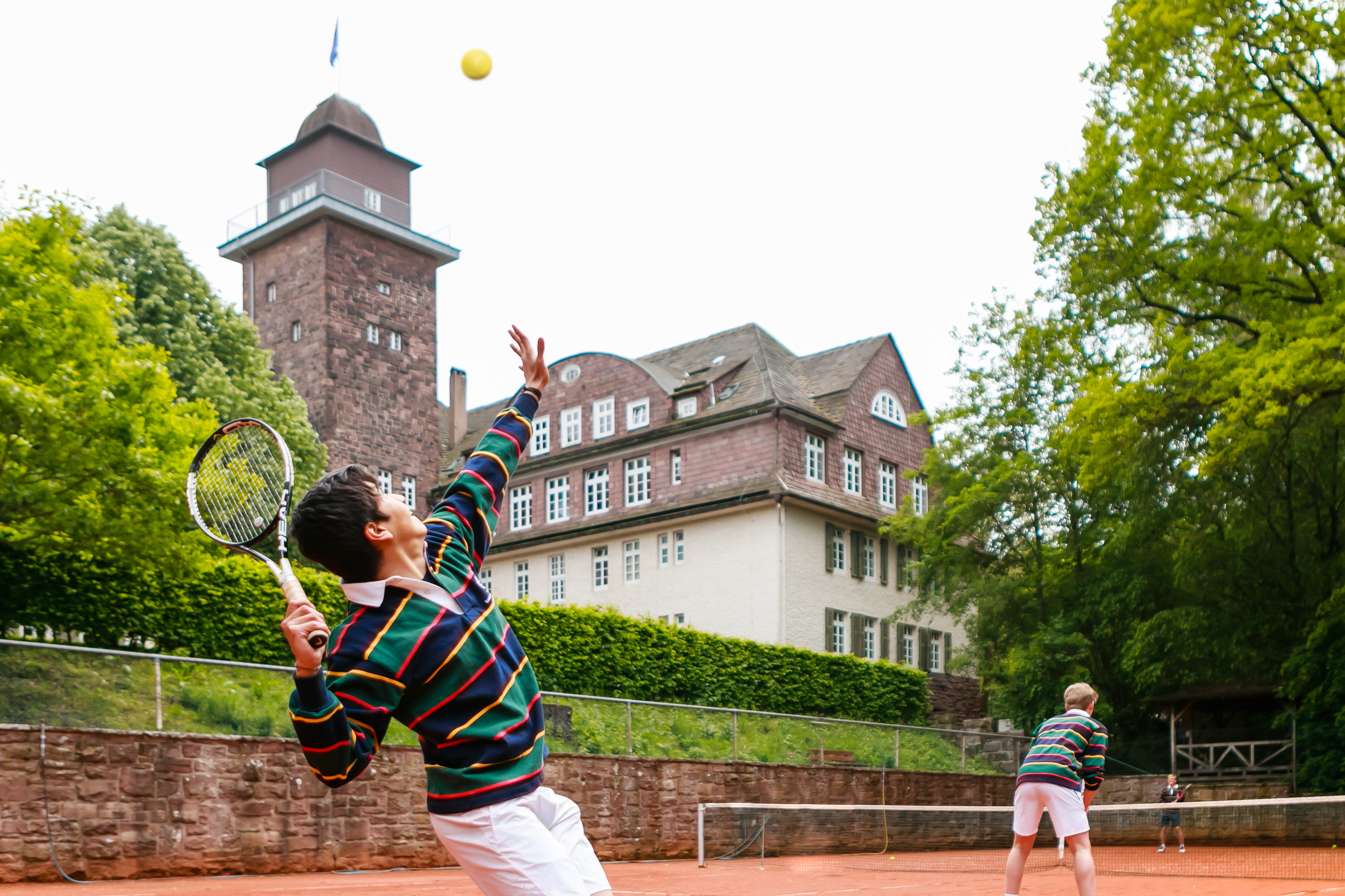
Tennisplatz am Internat Solling, im Hintergrund das „Oberhaus“

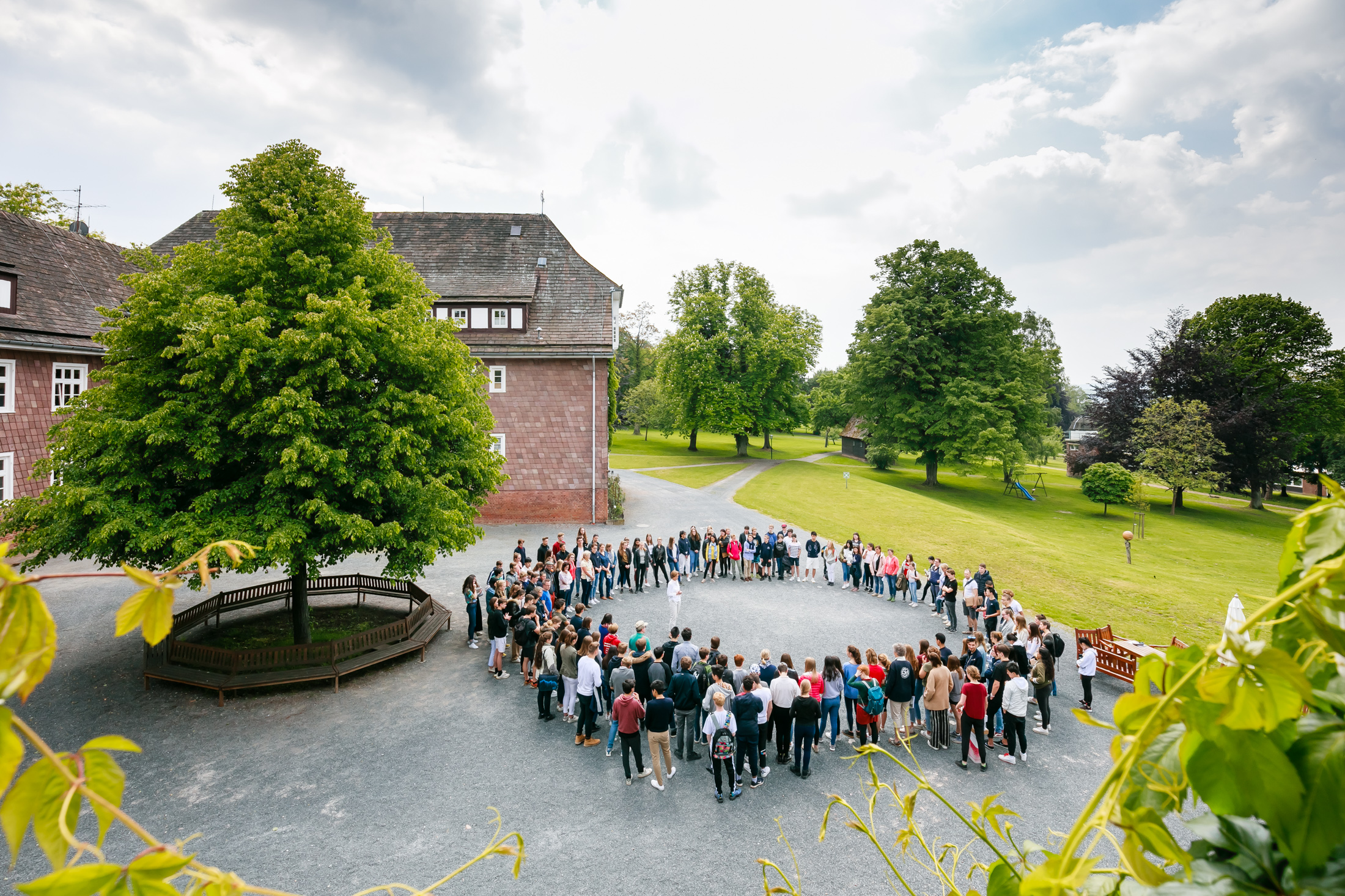
Tägliche Versammlung der LSH-Schulgemeinde

Das Internat Solling (vor 2013 Landschulheim am Solling) ist ein privates, staatlich anerkanntes Internats-Gymnasium in freier Trägerschaft. Es liegt in einem 50 ha großen parkartigen Gelände der Stadt Holzminden auf einer Anhöhe zwischen der Weser und dem Naturpark Solling-Vogler. Rund 200 Jungen und Mädchen leben derzeit im Internat, dazu kommen 50 externe Schüler. Neben Schülern aus den verschiedensten Teilen Deutschlands lernen am Internat Solling auch junge Menschen aus Spanien, Brasilien, Kolumbien, Mexiko, China, Russland, Kasachstan und der Ukraine.

## Geschichte
Das Landschulheim am Solling (LSH), so der ursprüngliche Name, wurde Anfang des 20. Jahrhunderts von den vier Lehrern Alfred Kramer, Theophil Lehmann, Gerhard Viebrock und Gerhard Zimmermann gegründet. Pfingsten 1909 erfolgte die Grundsteinlegung des ersten Gebäudes („Unterhaus“). 1912 wurde bereits das doppelt so große Oberhaus erbaut. 1913 gehörte das Landschulheim Solling zu den Ausrichtern des Meißnertreffens (Erster Freideutscher Jugendtag). Der Erste Weltkrieg brachte der Schule fast den Zusammenbruch, zumal der erste Leiter Alfred Kramer 1918 starb. Sein Nachfolger Theophil Lehmann führte das LSH weiter und kämpfte bis zu seinem Tod 1943 um die Unabhängigkeit seiner Schule. Im Herbst 1945 erfolgte die Wiederöffnung, die Schülerzahlen stiegen bis in die späten 1950er Jahre an. In den 1970er und 1980er Jahren, als mit der Ausweitung des staatlichen gymnasialen Angebotes viele Internate schließen mussten, kam auch das LSH nicht um eine Verkleinerung herum und verkaufte einige Gebäude. Seit 1985 besteht es in der aktuellen Größe. Im Mai 2009 wurde das 100-jährige Bestehen des Internats gefeiert und im Jahr 2012 das 100. Jubiläum des Oberhauses (größtes Gebäude des Internats) begangen.

## Das Internat heute
„Bildung für Kopf, Hand und Herz“ ist das pädagogische Motto des LSH. Die Lehrer sind gleichzeitig die Betreuer der Wohngruppen von je 8 bis 12 Schülern, die in der Regel in derselben Schulstufe sind und alleine oder zu zweit ein Zimmer bewohnen. Durch Neigungs- und Kompetenzfächer wird der Fächerkanon der öffentlichen Schulen ergänzt. In der Mittel- und Oberstufe werden Berufseignungstests, Berufsberatungsmessen und Hochschulbesuche angeboten. Praktische Erfahrung sammeln die Jugendlichen bei einer kleinen, selbstständigen Forschungsarbeit mit Abschlusspräsentation und dem vierwöchigen Berufspraktikum. In Arbeitsgemeinschaften und sozialen Werken soll das Leben in der Gemeinschaft erprobt und gefestigt, persönliche Stärken hervorgehoben und Schwächen ausgeglichen werden. Im Reitstall, dem Fitnessraum, der Bibliothek, dem Kino oder der „Teestube“ übernehmen Schüler Verantwortung. Spezifische Neigungen können im Abitur berücksichtigt werden, alle fünf Oberstufenprofile werden angeboten: sprachlich, naturwissenschaftlich, musisch-künstlerisch, gesellschaftswissenschaftlich und sportlich.
Das Internat Solling verfügt über ein weitestgehend vollständiges Archiv mit Mitteilungsheften der Heimleitung seit 1927, der fast vollständigen Korrespondenz zwischen der Heimleitung und dem Stiftungsrat sowie mit den gesamten Abiturarbeiten und Wirtschaftsunterlagen seit der Zeit der Gründung.

### Rituale
Zu den Ritualen der Internatsgemeinschaft zählen die so genannten Morgen- und Abendsprachen. Das sind kulturelle Veranstaltungen mit Musik, Theater und Vorträgen, die aus eigenen Reihen, aber auch mit Gästen von außen, gestaltet werden. Die Teilnahme daran ist verpflichtend und führt alle Schüler dreimal in der Woche in der Aula zusammen.

### Netzwerke
Das LSH verfügt über ein Netzwerk in den unterschiedlichsten Bereichen. Etwa 2.500 Ehemalige halten über ein Alumni-Netzwerk Kontakt zu ihrer Schule und unterstützen sie z. B. bei der Berufsberatung oder dem Vermitteln von Praktikumsplätzen. Seit 2009 ist das LSH UNESCO-Projektschule, seit 2015 aufgrund des Angebotes im mathematisch-naturwissenschaftlichen Profil auch Mitglied im Nationalen Excellence Schulnetzwerk MINT-EC. In der Mittelstufe bietet das Internat – gefördert durch die Telekom-Stiftung – die Junior-Ingenieur-Akademie an, die sich mit der digitalen Arbeitswelt auseinandersetzt. Das Programm wird durch zahlreiche Wettbewerbe (Junior Science Olympiade, Mathematik ohne Grenzen, Känguru der Mathematik und andere) sowie MINT-Camps und Workshops abgerundet.
Alljährlich beteiligt sich eine LSH-Schüler-Delegation an der „Schüler-UNO“ in Den Haag (THIMUN). Traditionell werden besondere Beziehungen und Kontakte nach Lateinamerika gepflegt. So gibt es u. a. Kooperationen mit den Deutschen Schulen in Mexiko-Stadt und auf Teneriffa. Daher spielt das Angebot an Spanisch eine große Rolle. Im Laufe der Geschichte des Internats haben Schüler aus sechs Kontinenten und aus rund 80 Ländern die Schule besucht. Die Schule ist Mitglied in der Internate Vereinigung.

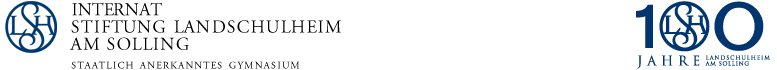
Logo für den 100. Geburtstag des LSH

Regelmäßige Ehemaligentreffen, die sogenannten „Altschülertreffen“ im Oktober, sollen darüber hinaus die langfristige Verbundenheit der Schüler mit dem Internat unterstreichen. Zudem ist die Schule Mitglied im Schulverbund Blick über den Zaun, in der Arbeitsgemeinschaft Freier Schulen Niedersachsen und der Deutschen Reiterlichen Vereinigung, kooperiert mit der Fußballschule von Hannover 96 und trägt die Auszeichnung „Sportfreundliche Schule“.

## Bekannte Lehrer
- Bernhard Hell, Autor
- Wilhelm Lehmann, Schriftsteller
- Jiří Nečas, Künstler

## Bekannte Schüler
Zu den bekannteren Absolventen der Schule gehören:
- Diana Maria Friz, deutsche Unternehmerin, Enkelin von Waldtraut von Bohlen und Halbach und Krupp-Biografin[11]
- Ernst Ludwig Heuss, ehemaliger deutscher Angehöriger einer Widerstandsbewegung zur Zeit des Nationalsozialismus, Sohn des späteren deutschen Bundespräsidenten Theodor Heuss
- Ingo Kramer, deutscher Unternehmer und Arbeitgeberfunktionär[12]
- Michael Diekmann, deutscher Manager, ehemaliger Vorstandsvorsitzender der Allianz
- Michael Holzach, ehemaliger deutscher Journalist und Autor
- Nino Erné, ehemaliger deutscher Journalist, Schriftsteller und literarischer Übersetzer
- Raban Graf von Westphalen, deutscher Politikwissenschaftler und Professor für Politische Wissenschaften und Öffentliches Recht
- Richard Abel Musgrave, ehemaliger deutsch-US-amerikanischer Ökonom[13]
- Susanne Albrecht, ehemalige deutsche Terroristin und RAF-Angehörige

## Trivia
Der Tatort-Folge Tyrannenmord des NDR wurde 2020 u. a. auf dem Gelände des Internats und im „Unterhaus“ gedreht.